# Bezirk Czarny Dunajec
Bezirk Czarny Dunajec – dawny powiat (Bezirk) kraju koronnego Królestwo Galicji i Lodomerii, funkcjonujący w latach 1854–1867. Siedzibą starostwa była wieś Czarny Dunajec.

## Historia
Bezirk Czarny Dunajec utworzono w ramach reformy uwłaszczeniowej z okresu Wiosny Ludów (1848–1849), która likwidowała jurysdykcję właściciela ziemskiego nad poddanymi. W Galicji, dominium – jako podstawowa jednostka administracyjna i filar systemu feudalnego straciło rację bytu. Konieczne stało się zatem wprowadzenie nowego systemu administracyjnego, którego zręby powstały w latach 1851–1855. Nowy trójstopniowy podział administracyjny objął 21 cyrkułów (niem. Kreise), 179 małych powiatów (niem. Bezirke) i ponad 6000 gmin (niem. Gemeinde). 
Bezirk Czarny Dunajec objął obszar o wielkości 7,0 mil², zamieszkany był przez 18.447 ludzi i podzielony na 17 gmin katastralnych. Wszedł w skład cyrkułu sądeckiego, jako jeden z jego dziesięciu powiatów. Od zachodu i południa powiat graniczył z Zalitawią.
Po nadaniu Galicji autonomii oraz powołaniu samorządu gminnego i powiatowego w 1865 zlikwidowano cyrkuły (Kreise). Dotychczasowe małe powiaty (Bezirke) w liczbie 179, utrzymały się do 1867 roku, kiedy to w następstwie kolejnej reformy administracyjnej (23 stycznia 1867) zostały zastąpione przez 74 większe powiaty. Obszar zniesionego Bezirk Czarny Dunajec wszedł wtedy w całości w skład nowego powiatu nowotarskiego.

## Podział administracyjny (1854)
| Lp. | Gmina jednostkowa | Powierzchnia | Ludność | Powiat w 1867 po zniesieniu |
| --- | ----------------- | ------------ | ------- | --------------------------- |
| 1   | Czarny Dunajec    | 6615         | 1708    | nowotarski                  |
| 2   | Chochołów         | 2245         | 893     | nowotarski                  |
| 3   | Ciche             | 4560         | 1928    | nowotarski                  |
| 4   | Dzianisz          | 3280         | 938     | nowotarski                  |
| 5   | Podczerwone       | 2545         | 728     | nowotarski                  |
| 6   | Witów             | 1545         | 649     | nowotarski                  |
| 7   | Wróblówka         | 945          | 532     | nowotarski                  |
| 8   | Kościelisko       | 270          | 558     | nowotarski                  |
| 9   | Maruszyna         | 2770         | 1185    | nowotarski                  |
| 10  | Międzyczerwienne  | 1930         | 836     | nowotarski                  |
| 11  | Ratułów           | 2505         | 1115    | nowotarski                  |
| 12  | Stare Bystre      | 3670         | 1418    | nowotarski                  |
| 13  | Zakopane z Olczą  | 7290         | 2217    | nowotarski                  |
| 14  | Zubsuche          | 6185         | 2296    | nowotarski                  |
| 15  | Krauszów          | 1255         | 406     | nowotarski                  |
| 16  | Ludzimierz        | 1475         | 495     | nowotarski                  |
| 17  | Rogoźnik          | 1485         | 543     | nowotarski                  |

Objaśnienie:
(M) = miasto; (m) = miasteczko